# Chuniella pelagica
Chuniella pelagica är en djurart som tillhör fylumet slemmaskar, och som först beskrevs av Heinrich Bürger 1909.  Chuniella pelagica ingår i släktet Chuniella och familjen Chuniellidae. Inga underarter finns listade i Catalogue of Life.